# 脱水莫诺苷元
脱水莫诺苷元（英語：Sarracenin），也叫瓶子草素，是一种环烯醚萜化合物，存在于瓶子草科的多种植物中，这种植物是肉食性的。它也可在其它非肉食植物中找到，例如Strychnos spinosa（马钱科）和墓头回（忍冬科）。

## 历史
脱水莫诺苷元于1976年首次从黄瓶子草根中分离出。奥克弗诺基沼泽地区的人们将黄瓶子草提取物用作民间疗法，促使人们对黄瓶子草提取物进行分析。

## 生物合成
据信，脱水莫诺苷元源自马钱子苷，而莫诺苷或断马钱子苷则在生物合成过程中起着中间体的作用。

## 用途
脱水莫诺苷元对多种病原体表现出抗菌活性，包括金黄色葡萄球菌、化脓性链球菌、痢疾志贺氏菌、肺炎克雷伯氏菌、白色念珠菌、热带念珠菌、Candida thrusei和星状念珠菌。它还证明了对三种肿瘤细胞系的细胞毒性：A-375（人黑色素瘤细胞）、SGC-7901（人胃癌细胞）和HeLa。

## 生态
脱水莫诺苷元是太阳瓶子草属物种吸引昆虫的勺子中存在的主要挥发物。在实验室环境中培养的太阳瓶子草属植物中，很少发现有脱水莫诺苷元存在。产生脱水莫诺苷元的植物通常比没有产生的吸引更多的昆虫，这表明它在吸引或捕捉猎物方面发挥着作用。脱水莫诺苷元也存在于眼镜蛇瓶子草和许多瓶子草属物种的瓶盖中，很可能起着与太阳瓶子植物相同的作用。